# Jeff Alexander
Myer Goodhue „Jeff“ Alexander (* 2. Juli 1910 in Seattle, Washington; † 23. Dezember 1989 ebenda) war ein US-amerikanischer Komponist von Filmmusik und wurde vor allem durch seine Kompositionen in den Filmen In Colorado ist der Teufel los und Jailhouse Rock – Rhythmus hinter Gittern bekannt.

## Leben
Alexander absolvierte nach dem Schulbesuch ein Studium am Becker Conservatory bei Edmund Ross und Joseph Schillinger und war danach als Komponist, Liedtexter, Dirigent und Arrangeur tätig. 1952 trat er der American Society of Composers, Authors and Publishers (ASCAP) bei und arbeitete in den folgenden Jahren mit Jack Brooks und Larry Orenstein zusammen.
Im Laufe seiner Karriere war er an der Musik in rund 100 Filmen und Fernsehserien beteiligt und schuf insbesondere Songs für Filme wie Jailhouse Rock – Rhythmus hinter Gittern (1957) sowie In Colorado ist der Teufel los (1958) und war auch für die Arrangements in Du sollst mein Glücksstern sein (1952) verantwortlich. Für seine Arbeit in The Seeing Eye erhielt er einen Preis beim York International Film Fest Award.
Zu seinen bekanntesten Filmsongs gehören Soothe My Lonely Heart, The Wings of Eagles, Ballad for Beatnicks, Troubled Man und Blues About Manhattan. Zuletzt komponierte Alexander, der auch klassische Kompositionen für Symphonieorchester, Viola, Piano und Streichinstrumente schuf, Musik für Fernsehserien wie The Lieutenant (1963 bis 1964) mit Gary Lockwood, Valentine’s Day (1964 bis 1965) mit Anthony Franciosa, Unser trautes Heim (1965 bis 1966) mit Pat Crowley und Julia (1968 bis 1971) mit Diahann Carroll.
2003 verwendete Vincent Gallo den Song Come wander with me für den Soundtrack seines US-amerikanisch-japanisch-französischen Independent-Essayfilms The Brown Bunny.

## Filmografie (Auswahl)
- 1951: Karawane der Frauen (Westward the Women)
- 1952: Mädels ahoi (Skirts Ahoy!) (Textarrangements)
- 1953: Eine Leiche auf Rezept (Remains to Be Seen)
- 1953: Verrat im Fort Bravo (Escape from Fort Bravo)
- 1954: Heißes Pflaster (Rogue Cop)
- 1955: Die zarte Falle (The Tender Trap)
- 1956: Dem Adler gleich (The Wings of Eagles)
- 1956: Das Herz eines Millionärs (These Wilder Years)
- 1956: Menschenraub (Ransom!)
- 1957: Jailhouse Rock – Rhythmus hinter Gittern (Jailhouse Rock)
- 1957: Tödlicher Skandal (Slander)
- 1957: Schlucht des Verderbens (Gun Glory)
- 1958: In Colorado ist der Teufel los (The Sheepman)
- 1958: Das Mädchen aus der Unterwelt (Party Girl)
- 1959: Eine tolle Nummer (It Started with a Kiss)
- 1959: Immer die verflixten Frauen (Ask Any Girl)
- 1959: Die Nervensäge (The Gazebo)
- 1960: Früchte einer Leidenschaft (All the Fine Young Cannibals)
- 1962: Kid Galahad – Harte Fäuste, heiße Liebe (Kid Galahad)
- 1965: Nebraska (The Rounders)
- 1967: Nur nicht Millionär sein (Clambake)
- 1968: Speedway
- 1968: Why Man Creates
- 1969: Auch ein Sheriff braucht mal Hilfe (Support Your Local Sheriff)
- 1970: Der "schärfste" aller Banditen (Dirty Dingus Magee)
- 1978: In Texas ist der Teufel los (Kate Bliss and the Ticker Tape Kid)
- 1979: Zwei retten die Welt (The Wild Wild West Revisited)
- 2003: The Brown Bunny